# Honfleur (Québec)
Pour les articles homonymes, voir Honfleur (homonymie).
Honfleur est une municipalité du Québec situé dans la MRC de Bellechasse dans la Chaudière-Appalaches. Elle couvre une superficie de 51 km2.

## Histoire

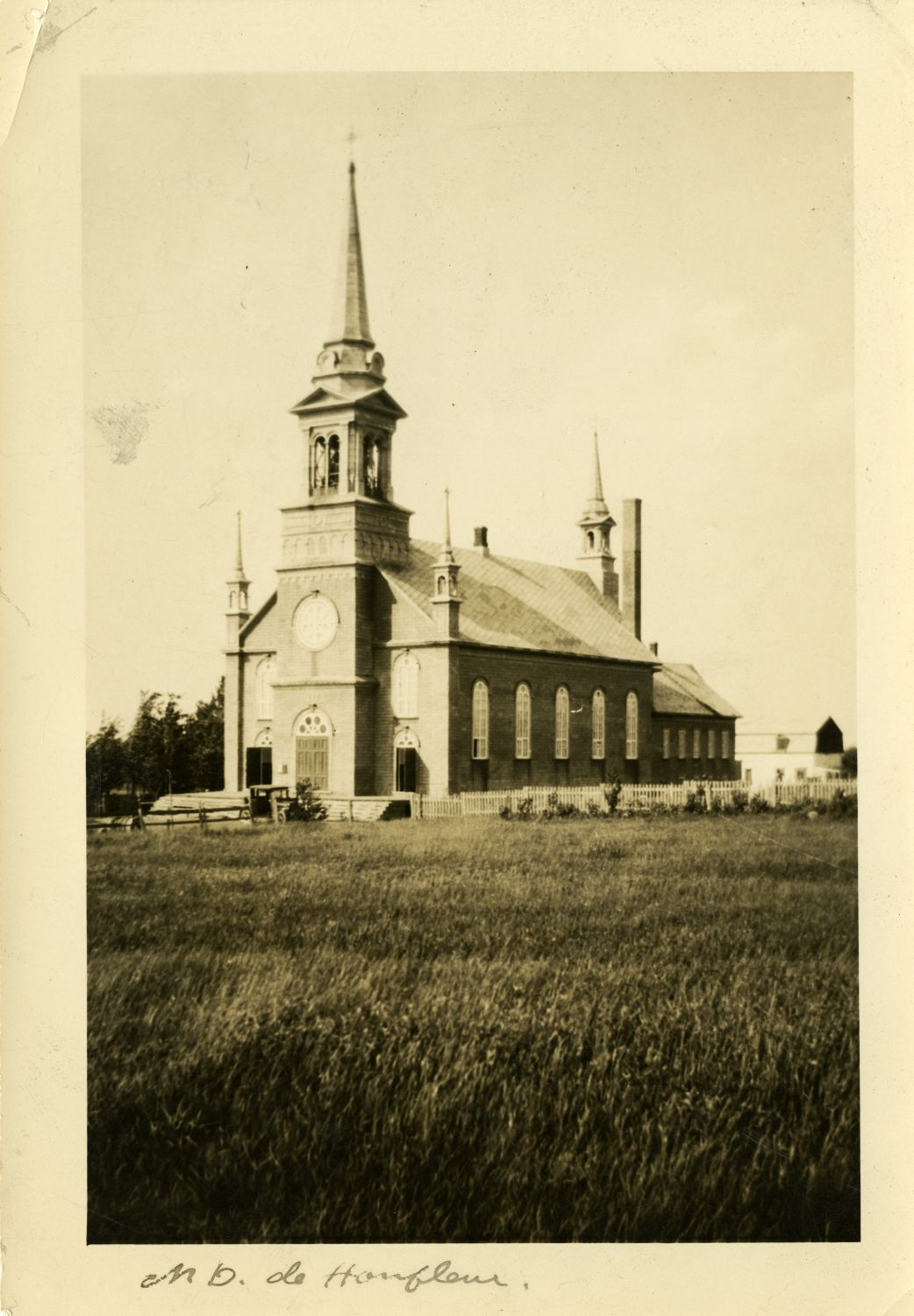
L'église vers 1929

Fondée en 1904, la municipalité de Honfleur rappelle le nom de Honfleur, port de Normandie, qui fut le point de départ de nombreuses expéditions vers l'Amérique aux XVIe et XVIIe siècles, dont huit par Samuel de Champlain.
Le nom aurait été donné par l'archevêque de Québec, le cardinal Louis-Nazaire Bégin (1840-1925) dont l'ancêtre était originaire de la  paroisse Saint-Léonard de Honfleur, qui était alors située dans l'ancien évêché de Lisieux.
À l'époque de l'élection civile de la paroisse canadienne, le territoire fait partie de la seigneurie Taschereau, appelée auparavant seigneurie Joliette ou des municipalités de Saint-Anselme, Saint-Gervais, Saint-Lazare et Sainte-Claire.

## Géographie
La rivière Boyer prend sa source dans la municipalité.

## Démographie
| 1996 | 2001 | 2006 | 2011 | 2016 | 2021 |
| ---- | ---- | ---- | ---- | ---- | ---- |
| 836  | 852  | 794  | 765  | 849  | 881  |

## Administration
Les élections municipales se font en bloc pour le maire et les six conseillers.
| Honfleur Maires depuis 2001                                                                                          |              |         |          |
| Élection | Maire        | Qualité | Résultat |
| 2001 | Marcel Blais |         | Voir     |
| 2005 | Marcel Blais | Voir    |          |
| 2009 | Marcel Blais | Voir    |          |
| 2013 | Marcel Blais | Voir    |          |
| 2017 | Luc Dion     |         | Voir     |
| 2021 | Luc Dion     | Voir    |          |
| Élection partielle en italique Depuis 2005, les élections sont simultanées dans toutes les municipalités québécoises |              |         |          |

Le recensement de 2016 y dénombre 849 habitants, soit 6,9 % de plus qu'en 2006.

## Jumelage
- Honfleur (France)

## Galerie d'image
|  |